# Horas (Luksemburg)
Horas – mała miejscowość (lieu-dit) w zachodnim Luksemburgu, w kantonie Redange, w gminie Préizerdaul. Do 3 października 2015 miejscowość leżała w dystrykcie Diekirch.  